# 印度快運航空812號班機空難
印度快運航空812號班機是一班從阿拉伯聯合酋長國迪拜國際機場飛往印度门格洛尔国际机场的印度快運航空班機，2010年5月22日，班機搭載160名乘客及6名機組員，在印度门格洛尔国际机场降落時降落失敗導致飞机衝出跑道，隨後墜入跑道盡頭的懸崖下並起火爆炸，159人罹難，仅有7人生還。

## 飛機
這架飛機機型為波音737-8NG(SFP)，是737第三代機型，機身註冊編號為VT-AXV，製造編號為（MSN）36333，生產編號為2481，使用两部CFM56-7B27/3发动机，於2007年12月20日首飛。

## 事故經過
當地時間6時30分飛機降落。印度民航官員稱當時天氣條件良好——微風、無雨，能見度6公里。飛機是夜間航班疲勞的機長也利用時間休息，由副機長監控儀器，直到落地前不到一小時機長才醒來，而機長在尚未完全清醒的狀況下接手飛機，也並未作好降落規劃，飛機直到距離跑道兩哩機長才發現高度過高開始加速下降，但也因為門格洛爾機場跑道較短且盡頭是山谷，落地後無法停住飛機就可能會衝下山谷，是十分危險的跑道，但因為機長疲勞決心降落飛機而不顧副機長跟飛機儀器的警告，解除自動駕駛並加速，讓飛機以類似神風特攻隊的俯衝姿勢陡降，最後仍因跑道距離不夠導致飛機衝出跑道並穿破機場圍牆，衝出機場，隨後墜下機場跑道盡頭的懸崖併發生爆炸，當局出動2、30輛消防車滅火，飛機不斷冒出濃煙。由於機場四周都是山嶺圍繞，因此營救有困難。

## 事故之後
- 在沙烏地阿拉伯經商的沙克，回到印度參加他祖母的葬禮時搭乘該航班，一家總共16口全部遇難。[5]
- 印度总理辛格得知客机失事的消息后对遇难者表示哀悼，对遇难者家属表示慰问，并下令给每位遇难者的家属发放3,106美元抚恤金。[6]
- 救援人員已經找到黑盒子。印度民航局局長要求儘快查出飛機失事的原因[7]。
- 調查初期，透過黑盒子調查人員在錄音裡聽到打鼾聲，顯示機長在航程中因為疲勞在睡覺，讓調查人員深感驚訝，而後調查結果顯示機長不合理的降落行為是因為機長處於睡後遲鈍的精神狀態，使其在距離不夠的狀況下仍企圖降落飛機而導致飛機墜毀。[來源請求]
- 在这次空难发生10年之后，印度快运航空另一架从迪拜起飞的波音737-800发生坠毁。[8]

## 相關紀錄片
- 此次空難與科普瑞特航空5966號班機空難（英语：Corporate_Airlines_Flight_5966）及科尔根航空3407号班机空难一起被收錄於國家地理頻道製播的《空难事件簿（英语：Aircrash Confidential）》第二季第三集「疲勞駕駛(Pilot Fatigue)」。